# Амікаль (Гваделупа)
Футбольний клуб «Амікаль Марі-Галант» (фр. Amical Club de Marie Galante) — гваделупський футбольний клуб із міста Капестерр-де-Марі-Галант. Клуб був заснований у 1966 році, та проводить домашні матчі на стадіоні «Стад Жоз Бад» місткістю 1500 глядачів. Клуб грає у Дивізіоні пошани Гваделупи, найвищому дивізіоні острова. Клуб один раз був чемпіоном острова, та двічі був володарем Кубка Гваделупи.